# Сан-Миниато
Сан-Миниа́то (итал. San Miniato) — город и коммуна в итальянской провинции Пиза в области Тоскана.

## Географическое положение
Город расположен на месте впадения Эльзы и Эгола в Арно, что стало одной из предпосылок раннего развития города. Кроме того, здесь пересекались две важные дороги Средневековья: Франкская дорога, ведшая в Рим, и Римская дорога из Пизы во Флоренцию.

## История
Первое упоминание о Сан-Миниато относится к 936 году, когда епископ Лукки передал Адальберто Ломбардскому замок и церковь, существовавшие ещё в 783 году. Замок был построен вблизи лежащего в долине города Сан-Дженезио для охраны дорог.
Благодаря такому стратегическому положению Сан-Миниато был укреплён императором Фридрихом Барбароссой, а затем стал финансовой столицей Тосканы. Это обстоятельство и тесное переплетение истории города с немецкой историей, привело к появлению у города приставки «al tedesco» («немецкий»). В 963 году император Оттон I Великий построил здесь крепость. К концу XII века город был разделён на две части: инкастеллатуру — императорский замок и каструм — город у подножия замка, где жили остальные горожане.
В XIII веке город достиг вершины расцвета после того как император Фридрих II даровал Сан-Миниато-аль-Тедеско многочисленные привилегии, полностью перестроил город и отдал его императорскому викарию Тосканы. Расцвет Сан-Миниато совпал во времени с упадком Сан-Дженезио, полностью разрушенного в 1248 году.
После правления Гогенштауфенов и лет, проведенных в постоянном ожидании войны между Сиеной и Флоренцией за господство в Тоскане, город в 1347 году перешел под патронаж Флоренции, став в 1370 году резиденцией флорентийского викария.
В Сан-Миниато жили также родственники Наполеона I, который неоднократно навещал город по этой причине.
В 1881 году в Сан-Миниато проживало 3147 жителей.
Покровителем города почитается святой Генезий Арльский, празднование 25 августа.
Девиз: Sic nos in sceptra reponis.

## Достопримечательности
- Башня Фридриха II (Torre di Federico II) — важная часть городского ландшафта, единственная уцелевшая часть императорского замка, построенного Фридрихом II в 1218 году. Здесь был заточён и умер его советник Пьетро делла Винья, а в 1944 году она была взорвана фашистами, но вновь реконструирована в 1958 году.
- Церковь Святой Екатерины — построена в XIII веке, до 1744 являлась домицилем ордена августинцев. Однонефная церковь украшена деревянной резьбой из мастерской Джованни Пизано и С. Никола да Толентино.
- Церковь Святого Доминика.
- Площадь Бонапарта (Piazza Bonaparte) — окружённая дворцами XVI—XVIII веков, среди которых Дворец Бонапартов, в котором жила корсиканская ветвь семейства Бонапартов. В центре площади — памятник великому герцогу Леопольду II работы Пампалони.
- Монастырь Святого Франциска — основан в 1211 году на склоне холма предположительно самим Франциском Ассизским, долгие годы известный францисканский центр.
- Церковь Святого креста — построена в 1705 году в стиле барокко, здесь хранится чудотворный крест XVII века.
- Соборная площадь и собор
- Епархиальный музей, имеющий в своей коллекции работы Филиппо Липпи, Эмполи, Нери ди Бичи, Фра Бартоломео, Фредерико Карди (Чиголи) и Андреа дель Верроккьо.

## Знаменитые земляки и жители города
- Саккетти, Франко (1332—1400) — писатель
- Сфорца, Франческо (1401 −1466) — основатель миланской ветви династии Сфорца, кондотьер
- Масканьи, Марио (1882—1948) — итальянский композитор
- Тавиани, Паоло — итальянский кинорежиссёр
- Тавиани, Витторио — итальянский кинорежиссёр
- Мори, Массимилиано — итальянский велогонщик
- Уливьери, Ренцо — итальянский футбольный тренер и общественно-политический деятель.

## Культура
С 1969 года в Сан-Миниато ежегодно в ноябре проходит «Ярмарка белых трюфелей».

## Города-побратимы
- Силли, Бельгия
- Вильнёв-лез-Авиньон, Франция
- Таруса, Россия